# Station Burgdorf (Han)
Station Burgdorf (Han) (Bahnhof Burgdorf (Han)) is een spoorwegstation in de Duitse plaats Burgdorf, in de deelstaat Nedersaksen. Het station ligt aan de spoorlijn Lehrte - Cuxhaven. Het is met twee lijnen van de S-Bahn van Hannover ontsloten en wordt door de combinatie van de lijnen S6 en S7 elk halfuur met een trein per richting bediend.

## Geschiedenis
De spoorlijn en het station werden westelijk van de stadsrand van Burgdorf gebouwd, later groeide de stad verder aan de westzijde van het spoor. Van 1908 tot 1961 bevond zich noordoostelijk van het staatsstation in de buurt van de goederensporen het station van de Burgdorfer Kreisbahnen. Het beschikte over een eigen stationsgebouw en locomotiefloods, beide gebouwen werden rond 2000 afgebroken. Voor overstappers was er een 500 meter lang voetpad aangelegd. Door de bediening van de Potasmijn Riedel, de olievelden en de munitiefabriek waren er soms veel goederentreinen in het station, die in Burgdorf het staatsspoor opreden. Vanaf de gemeentelijke herindeling in 1974 liggen de stations Otze en Ehlershausen in de gemeente Burgdorf.
Nadat het stationsgebouw en het perron rond de millenniumwisseling voor de Expo 2000 kleine moderniseringswerkzaamheden ondergingen, werd het station samen met de tunnel en het voorplein in kader van een urgentieprogramma van de Deutsche Bahn voor het verfraaien van de stations in het voorjaar van 2005 gerenoveerd en omgebouwd. Daarvoor werd een voormalige bagageafhandelingsruimte omgebouwd tot een DB-Servicewinkel.

## Indeling
Het station bevindt zich tussen het centrum en het westen van de stad, waardoor het zeer centraal ligt. Aan het stationsplein bevindt zich een busstation. Noordoostelijk bevindt zich onder andere een vestiging van de Raiffeisen-Warengenossenschaft Osthannover eG, die vroeger ook over een aansluitspoor beschikte.

### Gebouw
Het stationsgebouw werd van 1845 tot 1850 gebouwd en is nu een monument.
Het station beschikt over een overkapt eilandperron, dat vanaf het stationsgebouw via een onderdoorgang te bereiken is. Daarnaast is er zuidelijk van het stationsgebouw een voetgangerstunnel waarmee ook het perron te bereiken is. Een hoofdperron langs het stationsgebouw is niet meer aanwezig.

## Verkeer

### Treinverkeer
Het station wordt door de lijnen S6 en S7 van de S-Bahn van Hannover bediend. Deze rijden tussen Hannover, Celle en de omliggende gemeentes: terwijl de S7 in Lehrte "kopmaakt" en alle haltes onderweg bedient, halteert de S6 niet in Lehrte en slaat een aantal stations over, waardoor deze beduidend sneller in Hannover is.
Het station wordt alleen door S-Bahn-treinen bediend, vroeger stopten hier ook enkele sneltreinen.
Van het voormalige goederenvervoer is er noordelijk van het station nog een aantal inhaalsporen overgebleven. 
| Serie | Treinsoort             | Route                                          | Bijzonderheden |
| ----- | ---------------------- | ---------------------------------------------- | -------------- |
| S6    | S-Bahn (DB Regio Nord) | Hannover Hbf – Burgdorf (Han) – Celle          |                |
| S7    | S-Bahn (DB Regio Nord) | Hannover Hbf – Lehrte – Burgdorf (Han) – Celle |                |

### Busverkeer
Vanaf het busstation Bahnhof en Bahnhof/Westseite beginnen talrijke lijnen, welke de omliggende dorpen met station Burgdorf verbinden. Tevens stoppen hier een aantal stadsbuslijnen. De westzijde van het station wordt door vier lijnen aangedaan.
Hamburg-Harburg ·
Meckelfeld ·
Maschen · 
Stelle ·
Ashausen ·
Winsen (Luhe) ·
Radbruch ·
Bardowick ·
Bardowick ·
Lüneburg ·
Bienenbüttel ·
Bad Bevensen ·
Emmendorf ·
Uelzen ·
Suderburg ·
Unterlüß ·
Eschede ·
Celle ·
Ehlershausen ·
Otze ·
Burgdorf (Han) ·
Aligse ·
Lehrte ·